# Amira Hass
Amira Hass (Hebreeuws: עמירה הס) (Jeruzalem, 28 juni 1956) is een Israëlisch journaliste en schrijfster.

## Leven
Hass is een dochter van Joodse ouders afkomstig uit Roemenië (haar vader) en het voormalige Joegoslavië (haar moeder). Ze studeerde geschiedenis in Jeruzalem en Tel Aviv en werkte vervolgens als lerares. Sinds 1989 is ze correspondent voor het Israëlische dagblad Haaretz. Sinds 1997 werkt en woont ze in Ramallah.
Ze beschrijft de dagelijkse politiek van de Palestijnen kritisch en zet zich in voor zowel door het Israëlische leger als Palestijnse politici geschonden mensenrechten. De Israëlische politiek duidt ze als apartheidspolitiek, omdat volgens haar alleen joden van privileges zouden genieten. Haar houding tot het conflict beschrijft ze als: "Ik schrijf niet voor de Palestijnen, maar tegen de bezetting."
Op 12 mei 2009 werd ze door de Israëlische politie opgepakt toen ze de grens naar Israël wilde oversteken, op grond van het schenden van een wet die het wonen in vijandelijk gebied verbiedt.

## Onderscheidingen
- 2000: World Press Freedom Hero - International Press Institute
- 2002: Prins Claus Prijs van het Prins Claus Fonds
- 2002: Bruno Kreisky-prijs voor de Verdienste van de Mensenrechten
- 2003: Guillermo Cano Internationale Prijs voor Persvrijheid van de UNESCO
- 2003: Blätter Democratieprijs
- 2004: Anna-Lindh-Herdenkingsprijs
- 2009: Mensenrechtenprijs van de Verslaggevers Zonder Grenzen
- 2009: Lifetime Achievement Award van de Internationale Mediastichting voor Vrouwen